# Nephrotoma submaculosa
Nephrotoma submaculosa là một loài ruồi trong họ Ruồi hạc (Tipulidae). Chúng phân bố ở vùng sinh thái Palearctic.

## Hình ảnh

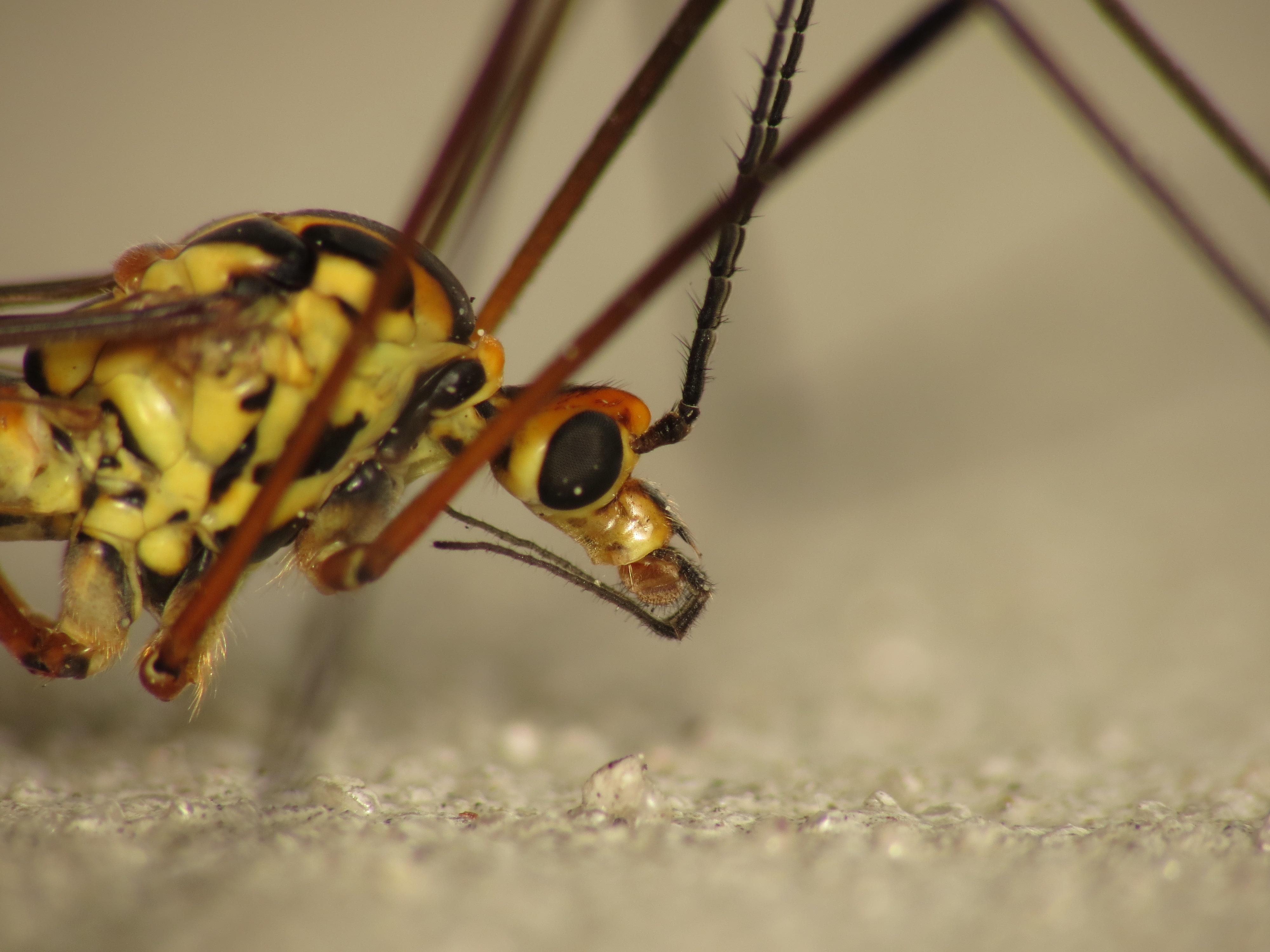
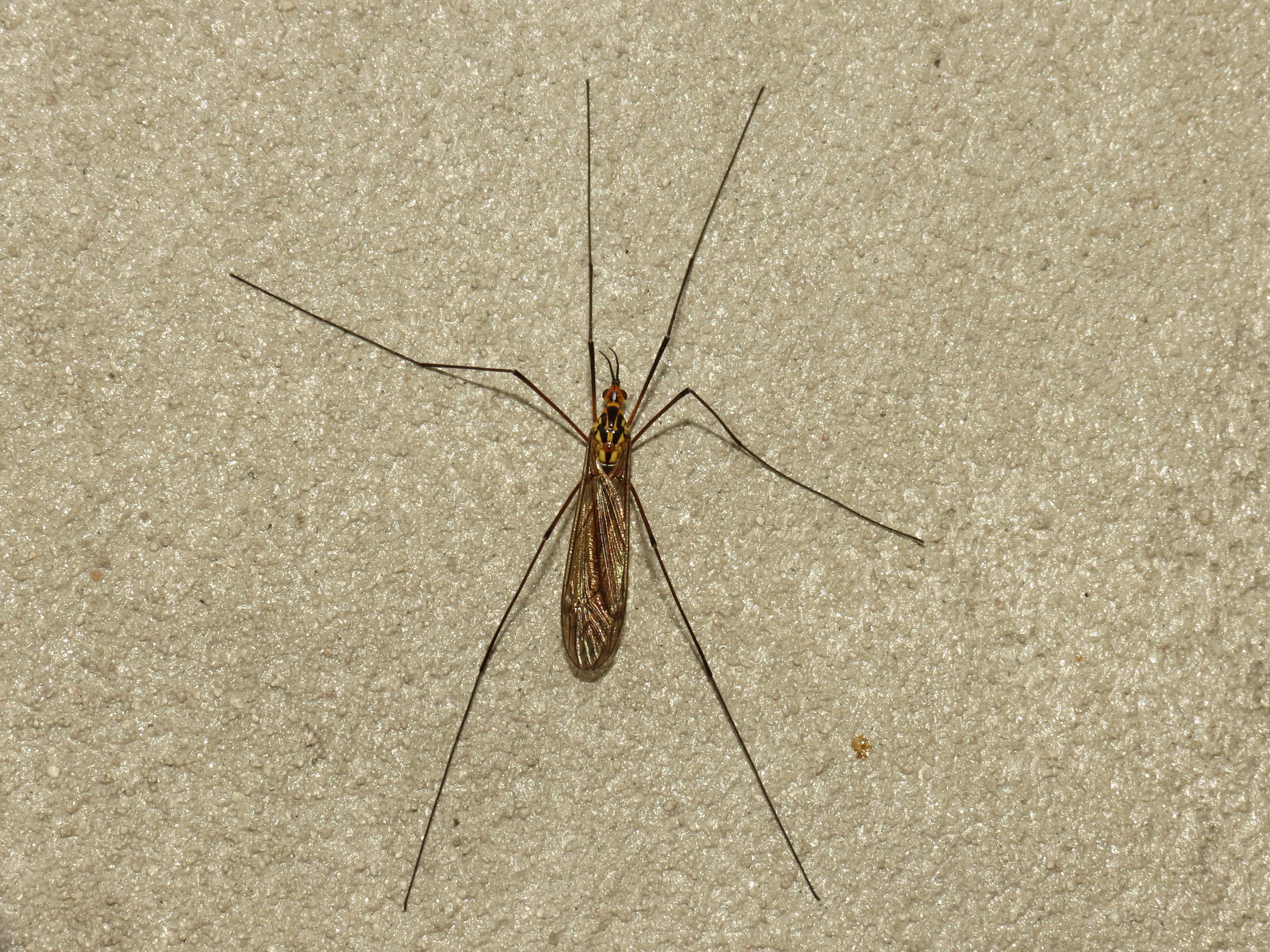
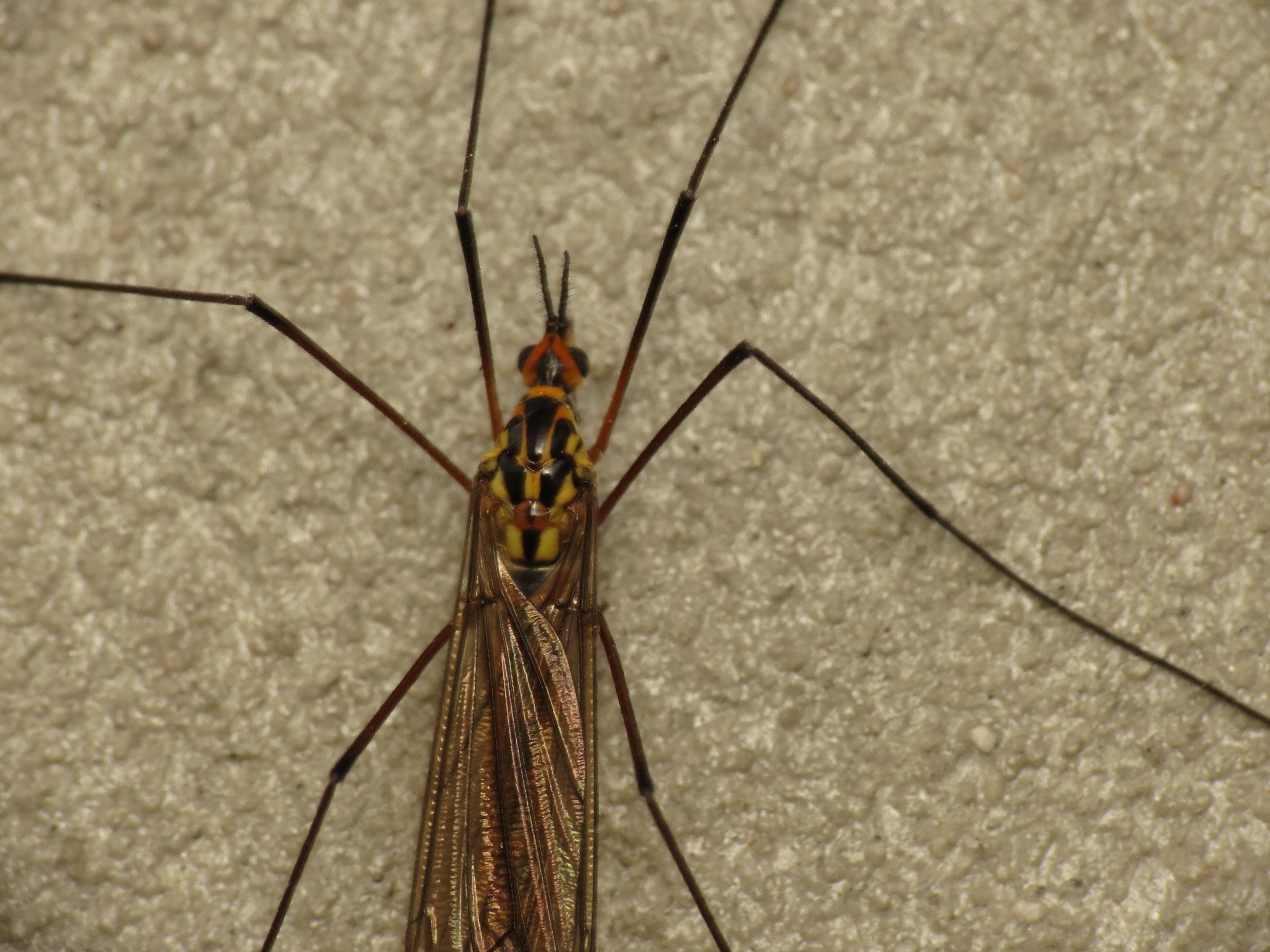

- Tư liệu liên quan tới Nephrotoma submaculosa tại Wikimedia Commons